# Rollin' (Gemitaiz)
Rollin' è un singolo del rapper italiano Gemitaiz, pubblicato il 2 novembre 2018 come primo estratto dal nono mixtape QVC8

## Tracce
Testi di Davide De Luca, musiche di Flavio Ranieri.
1. Rollin' – 2:47